# Кубільяс-де-Санта-Марта
Кубільяс-де-Санта-Марта (ісп. Cubillas de Santa Marta) — муніципалітет в Іспанії, у складі автономної спільноти Кастилія-і-Леон, у провінції Вальядолід. Населення — 306 осіб (2010).
Муніципалітет розташований на відстані близько 180 км на північний захід від Мадрида, 22 км на північний схід від Вальядоліда.
На території муніципалітету розташовані такі населені пункти: (дані про населення за 2010 рік)
- Кубільяс-де-Санта-Марта: 228 осіб
- Вегалаторре: 78 осіб

## Демографія
Динаміка населення (INE ):